# Südpatagonischer Eisfeldstreit

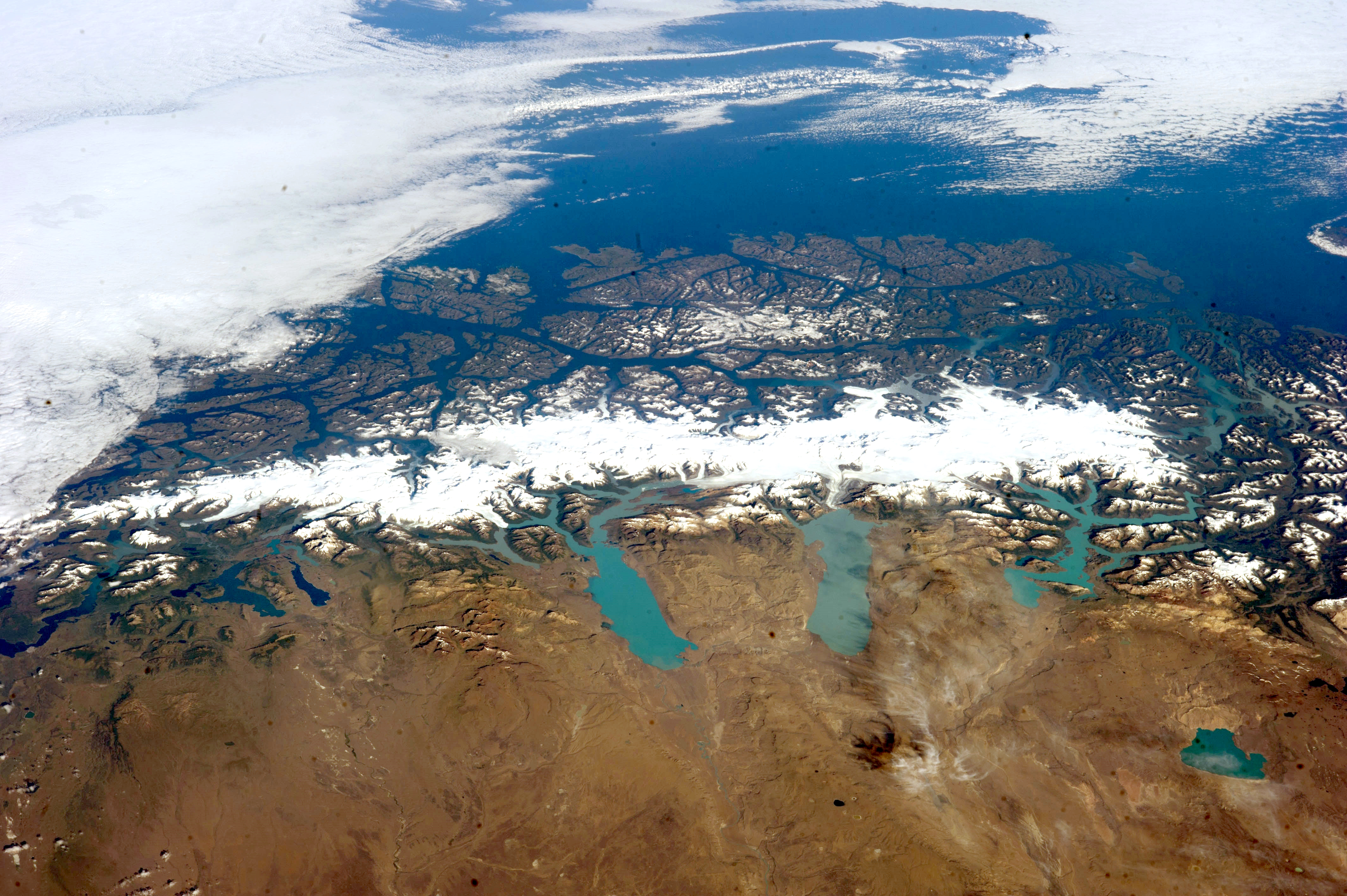
Blick auf das südpatagonische Eisfeld von der Internationalen Raumstation aus

Der Südpatagonische Eisfeldstreit ist ein Grenzstreit zwischen Argentinien und Chile über den Verlauf der Grenzlinie zwischen den beiden Ländern auf dem Südlichen Patagonischen Eisfeld, eine große Fläche von Gletschern in den patagonischen Anden, die das größte nicht-polare kontinentale Eisfeld mit Landzugang ist. Es wird in Argentinien als kontinentales Eis und in Chile als südliches Eisfeld bezeichnet, um es vom nördlichen Eisfeld zu unterscheiden. Mit Stand von 2025, ist die argentinisch-chilenische Grenze in diesem Sektor gemäß dem von beiden Ländern unterzeichneten Abkommen von 1998 noch nicht festgelegt. Die ursprüngliche Grenze wurde 100 Jahre zuvor am 1. Oktober 1898 von Experten beider Länder festgelegt.

## Geschichte

### Abgrenzung im 19. Jahrhundert

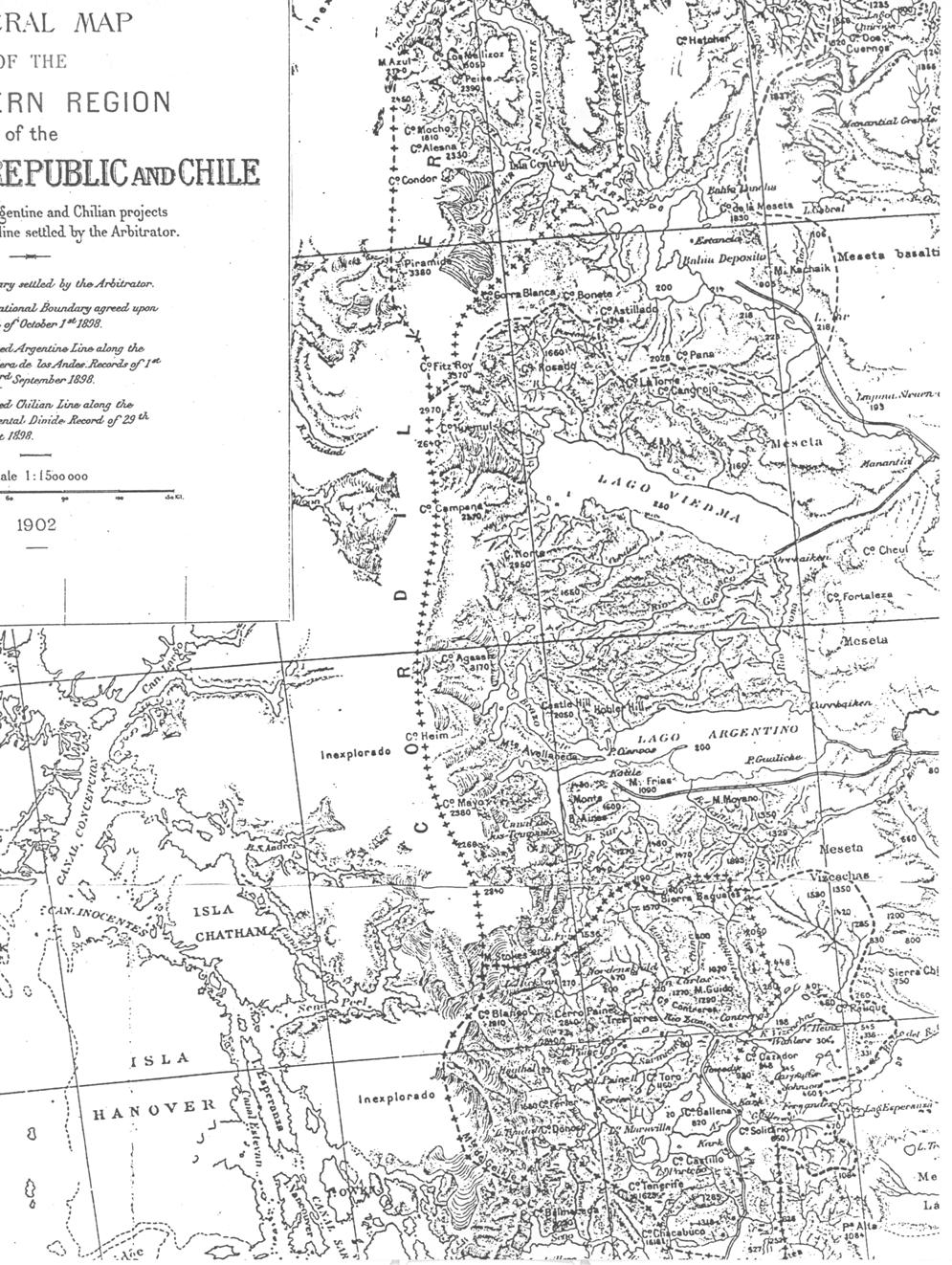
Karte des Schiedsspruchs zwischen Argentinien und Chile von 1902 im Bereich des Südpatagonischen Eisfeldes (das davon nicht betroffen war)

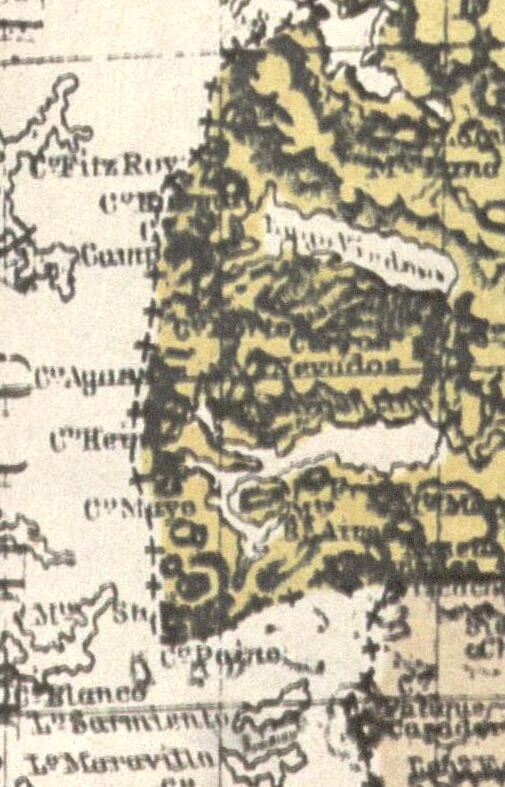
Argentinische Karte von 1912 mit den historischen Grenzpunkten, auf die sich die argentinischen und chilenischen Experten Fitz Roy, Huemul, Campana, Agassiz, Heim, Mayo und Stokes geeinigt hatten.

Das Gebiet wurde durch den Vertrag von 1881 zwischen Argentinien und Chile festgelegt.

„Die Grenze zwischen Chile und der Argentinischen Republik ist, von Norden nach Süden, bis zum zweiundfünfzigsten Breitengrad, der Andengebirgszug. Die Grenzlinie verläuft in dieser Ausdehnung entlang den höchsten Gipfeln der genannten Kordillere, die die Gewässer trennt, und verläuft zwischen den Abhängen, die auf der einen und der anderen Seite abbrechen. Die Schwierigkeiten, die sich aus dem Vorhandensein bestimmter Täler ergeben können, die durch die Gabelung der Kordillere gebildet werden und in denen die Trennlinie der Gewässer nicht eindeutig ist, werden von zwei Sachverständigen, die von jeder Partei ernannt werden, gütlich beigelegt. Erzielen sie keine Einigung, so ist ein dritter, von beiden Regierungen ernannter Sachverständiger zur Entscheidung heranzuziehen. Über die von ihnen vorgenommenen Handlungen wird ein Protokoll in doppelter Ausfertigung angefertigt, das von den beiden Sachverständigen über die Punkte, über die sie sich geeinigt haben, und von dem dritten Sachverständigen über die von ihm entschiedenen Punkte unterzeichnet wird. Diese Niederschrift wird voll wirksam, sobald sie von ihnen unterzeichnet worden ist, und gilt als fest und gültig, ohne dass weitere Förmlichkeiten oder Formalitäten erforderlich sind. Eine Abschrift des Protokolls wird jeder der Regierungen zugestellt.“

Am 20. August 1888 wurde ein Abkommen zur Durchführung der Grenzziehung gemäß dem Vertrag von 1881 unterzeichnet, in dem die Experten Diego Barros Arana für Chile und Octavio Pico Burgess für Argentinien ernannt wurden. 1892 stellte Barros Arana seine These vor, wonach der Vertrag von 1881 die Grenze im kontinentalen divortium aquarum festgelegt habe, was vom argentinischen Experten abgelehnt wurde.
Experten haben gezeigt, dass es immer günstig ist, den Berg als Stütze für die Grenze zu nehmen und nicht die Wasserscheide. Rey Balmaceda erzählt eine Anekdote von Perito Moreno, der mit Hilfe einer Mannschaft von Arbeitern den Lauf des Fénix-Flusses umleitete, damit dieser nicht mehr in Richtung Pazifik floss, sondern das Wasser des Deseado-Flusses anschwoll. Damit wollte Moreno demonstrieren, dass die wahre Grundlage für das Ziehen einer soliden und effizienten Linie die Berge sind und nicht der Verlauf der Gewässer.

Da in mehreren Punkten der Grenze Differenzen auftraten, über die sich die Experten nicht einigen konnten, wurde die Demarkation im Februar 1892 ausgesetzt, bis das Grenzprotokoll zwischen Chile und Argentinien 1893 unterzeichnet wurde, das in seinem Artikel 1 vorsieht: 

„Artikel 1 des Vertrages vom 23. Juli 1881, der festlegt, dass ‚die Grenze zwischen Chile und der Argentinischen Republik von Norden nach Süden bis zum 52. Breitengrad, der Andenkordillere, verläuft‘, und dass ‚die Grenzlinie entlang der höchsten Gipfel der besagten Kordillere verläuft und die Gewässer teilt, und dass sie zwischen den Abhängen verläuft, die auf beiden Seiten abbrechen‘, sollen die Sachverständigen und die Unterkommissionen diesen Grundsatz als unveränderliche Regel für ihre Arbeit haben. Folglich werden alle Ländereien und alle Gewässer, nämlich: Seen, Lagunen, Flüsse und Teile von Flüssen, Ströme und Abhänge östlich der Linie der höchsten Gipfel der Anden, die die Gewässer trennen, auf ewig als Eigentum und absolute Domäne der Argentinischen Republik betrachtet, und alle Ländereien und alle Gewässer, nämlich: Seen, Lagunen, Flüsse und Teile von Flüssen, Bächen und Hängen östlich der höchsten Gipfel der Anden, die die Gewässer teilen, werden als Eigentum und absolute Domäne Chiles betrachtet: Seen, Lagunen, Flüsse und Teile von Flüssen, Bächen, Hängen, die sich westlich der höchsten Gipfel der Anden befinden, die die Gewässer teilen.“

Dieses Protokoll ist von besonderer Bedeutung, da durch den Rückzug der Gletscher pazifische Fjorde in argentinisches Gebiet eindringen könnten.
Im Januar 1894 erklärte der chilenische Experte, dass er unter der Hauptkette der Anden die ununterbrochene Linie von Gipfeln verstehe, die die Gewässer teilen und die Trennung der Becken oder hydrographischen Nebengebiete des Atlantiks im Osten und des Pazifiks im Westen bilden. Der argentinische Experte Norberto Quirno Costa (Picos Nachfolger) erwiderte, dass sie nicht befugt seien, die Bedeutung der Hauptkette der Anden zu definieren, da sie nur Demarkatoren seien.
Im April 1896 wurde das Abkommen zur Erleichterung der territorialen Abgrenzungsmaßnahmen unterzeichnet, das den britischen Monarchen zum Schiedsrichter im Falle von Meinungsverschiedenheiten ernannte. Im Protokoll vom 1. Oktober 1898, das von Barros Arana und Francisco Pascasio Moreno (dem Nachfolger von Quirno Costa, der im September 1896 zurückgetreten war) sowie von seinen Assistenten Clemente Onelli (aus Argentinien) und Alejandro Bertrand (aus Chile) unterzeichnet wurde, hielten die Experten fest:

„mit den angegebenen Punkten und Strecken (...) 331 und 332 (...) übereinstimmen, beschließen, sie als Teil der Trennungslinie (...) zwischen der Republik Argentinien und der Republik Chile (...) zu akzeptieren.
(...) zwischen der Republik Argentinien und der Republik Chile (...)“

Auf der beigefügten Karte ist der Punkt 331 der Berg Fitz Roy und der Punkt 332 der Berg Stokes, die beide als Grenzpunkte vereinbart wurden, obwohl der Berg nicht auf der Wasserscheide liegt und als natürlicher Grenzstein betrachtet wurde. Da die Experten keinen Zugang zu dem Gebiet hatten, legten sie den Vorbehalt fest, dass Änderungen vorgenommen werden könnten, wenn das geografische Prinzip nicht dort verliefe, wo sie es vermutet hatten.
Als sich die Experten nicht auf verschiedene Grenzabschnitte einigen konnten, wurde 1898 beschlossen, auf Artikel VI Absatz 2 des Grenzvertrags von 1881 zurückzugreifen und die britische Königin Victoria um ein Schiedsgericht zu bitten, das drei britische Richter ernannte. Einer der Richter, Oberst Thomas Holdich, reiste 1901, um die umstrittenen Gebiete zu untersuchen.
Die argentinische Regierung argumentierte, dass die Grenze im Wesentlichen eine orografische Grenze entlang der höchsten Gipfel der Anden sein sollte, während die chilenische Regierung für eine kontinentale Wasserscheide plädierte. Das Gericht vertrat die Auffassung, dass der Wortlaut des Vertrags von 1881 und des Protokolls von 1893 zweideutig und für verschiedene Interpretationen anfällig sei und die beiden Positionen nicht miteinander vereinbar seien. Am 20. Mai 1902 König Edward VII. erließ den Satz, der die Gebiete der vier umstrittenen Abschnitte innerhalb der durch die extremen Ansprüche beider Seiten definierten Grenzen aufteilte und einen britischen Offizier beauftragte, jeden Abschnitt im Sommer 1903 abzugrenzen. Der Schiedsspruch bezog sich nicht auf das Eisfeld, denn in seinem Artikel III wurde er verurteilt:

„Vom Berg Fitz Roy bis zum Berg Stokes ist die Grenzlinie bereits festgelegt.“

In dem Schiedsspruch wurde daher die Auffassung vertreten, dass die hohen Gipfel in diesem Gebiet eine Wasserscheide sind und es daher keinen Streit gibt. Die beiden Experten, Francisco Pascasio Moreno aus Argentinien und Diego Barros Arana aus Chile, einigten sich auf die Grenze zwischen dem Berg Fitz Roy und Stokes. Seit 1898 erfolgt die Grenzziehung nach dem Protokoll auf dem Eisfeld zwischen den beiden Bergen anhand der nächsten Berge und ihrer natürlichen Kontinuität festgelegt: Fitz Roy, Torre, Huemul, Campana, Agassiz, Heim, Mayo und Stokes. 1916 wurde das Mariano Moreno-Gebirge von einer Expedition besucht, doch Francisco Pascasio Moreno wusste bereits von seiner Existenz.

### Abgrenzung im 20. Jahrhundert

Territorialer Streit zwischen Chile und Argentinien um das Südpatagonische Eisfeld vor 1994

Die 1991 vorgeschlagene polygonale Grenze

Im Jahr 1941 wurde das Protokoll über die Verlegung der Grenzsteine an der argentinisch-chilenischen Grenze unterzeichnet und die Gemeinsame Grenzkommission (COMIX) gegründet, die sich aus Technikern beider Länder zusammensetzte. Diese Techniker hatten die Aufgabe, die Grenze auf der Grundlage der im Vertrag von 1881 und im Protokoll von 1893 festgelegten Kriterien zu demarkieren.
Am 29. August 1990 unterzeichneten die Präsidenten Carlos Saúl Menem und Patricio Aylwin die Erklärung von Santiago, in der die Gemeinsame Grenzkommission beauftragt wurde, die Demarkationsarbeiten zu beschleunigen und einen Bericht über die noch offenen Demarkationsfragen zu erstellen.
Am 12. September 1990 legte die Gemischte Kommission in ihrem Protokoll Nr. 132 die 24 noch zu demarkierenden Punkte der Grenze fest. Am 10. und 12. Februar 1990 tagte die Kommission in Punta Arenas und beschloss 22 der 24 noch nicht demarkierten Gebiete.
In Chile wurde argumentiert, dass die Experten 1898 als Zwischengipfel zwischen den Bergen Fitz Roy und Stokes identifiziert hatten: Torre, Huemul, Campana, Murallón, Agassiz (alter Bertrand), Bolados, Peineta und Mayo. Der Stokes von 1898 wurde als der Cervantes angesehen. Sie gaben dem, was sie sahen, nach den Techniken und Kenntnissen ihrer Zeit einen endgültigen Charakter. Anhand einer Karte des Militärgeographischen Instituts von 1972 im Maßstab 1:50.000 legten sie fest, dass die Linie vom Fitz-Roy-Gebirge aus zu ziehen sei: Adela-Gebirge (Torre, Ñato und Grande), Doblado, Huemul, Campana, Murallón, Cono, Bertrand (alter Bertrand), Oasis, Bolados, Peineta, Mayo, Cervantes, Piedrabuena-Gebirge, Cubo und von dort zum Daudet.
In Argentinien wurde argumentiert, dass die Grenzziehung entlang der höchsten Gipfel, die die Gewässer trennen, erfolgen sollte, wie 1881 vereinbart und mit den modernsten Techniken, die zur Bestimmung zur Verfügung stehen. Auf der Grundlage von 6 Karten des Nationalen Geographischen Instituts, die zwischen 1981 und 1991 im Maßstab 1:100.000 erstellt wurden, wurde festgelegt, dass die Linie von Fitz Roy bis zu einem Punkt auf der Mariano-Moreno-Kette gezogen werden sollte, von wo aus das Kriterium der höchsten Gipfel, die die Gewässer trennen, von den folgenden Hügeln befolgt wird: Murallón, Torino Ost, Roma, Bolados, Onelli Central, ein Gipfel von 2. 130 m, Malaspina-Kette, die beiden Hügel Inmaculados, Dos Codos-Kette, Pietrobelli-Kette, ein Hügel der Piedrabuena-Kette, Cubo und Stokes.
Die Hügel von Murallón und Bolados waren die einzigen beiden gemeinsamen Punkte der beiden geplanten Routen.
Am 2. August 1991 unterzeichneten die Präsidenten Menem und Aylwin ein Abkommen, um eine polygonale Linie zu ziehen, um das umstrittene Gebiet vom Berg Fitz Roy bis zum Berg Stokes gerecht aufzuteilen, abgesehen davon, was 1881 und 1893 vereinbart worden war.
Die polygonale Linie begann am Fitz Roy, führte in gerader Linie nach Westen zu einem unbenannten Punkt (2584 m hoch), überquerte dann den Viedma-Gletscher zum Berg Puntudo und setzte sich über Torino Ost, Roma, Inmaculado, Dos Picos, Teniente Feilberg, Gemelo, Stokes und Daudet fort. Alle Punkte waren durch gerade Linien verbunden.
In seiner Rede vor dem Kongress am 27. Februar 1992 argumentierte der argentinische Minister Guido Di Tella, dass man sich auf die polygonale Form geeinigt habe, weil es geophysikalisch unmöglich sei, die Lage der hohen Gipfel zu bestimmen, die die Gewässer trennen.
Die polygonale Linie wurde von den Kongressen der beiden Länder nicht akzeptiert. Argentinien machte den Verlust von 1057 km2 des Nationalpark Los Glaciares und Chile den Verlust von 1238 km2 des Nationalpark Bernardo O’Higgins geltend, falls die Linie genehmigt würde.

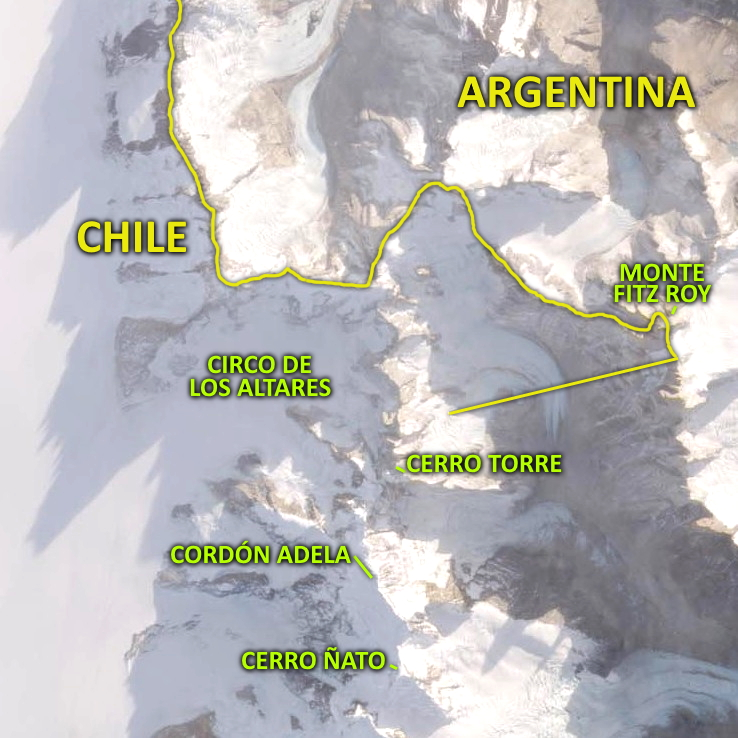
Das Urteil machte den Circo de los Altares zum einzigen Zugang Chiles zum Berg Fitz Roy.

1994 wurde der Laguna del Desierto-Streit beigelegt, bei dem es um das Gebiet des Eisfelds ging; ein internationales Tribunal sprach Argentinien fast die gesamte Zone zu. Nach einer abgelehnten Berufung im Jahr 1995 akzeptierte Chile den Schiedsspruch. Seitdem verfügt Chile über einen kleinen Korridor zum Berg Fitz Roy und der Marconi-Pass wurde als internationaler Grenzübergang definiert.

## Abkommen

Diese Karte zeigt Abschnitt A und B des Abkommens.

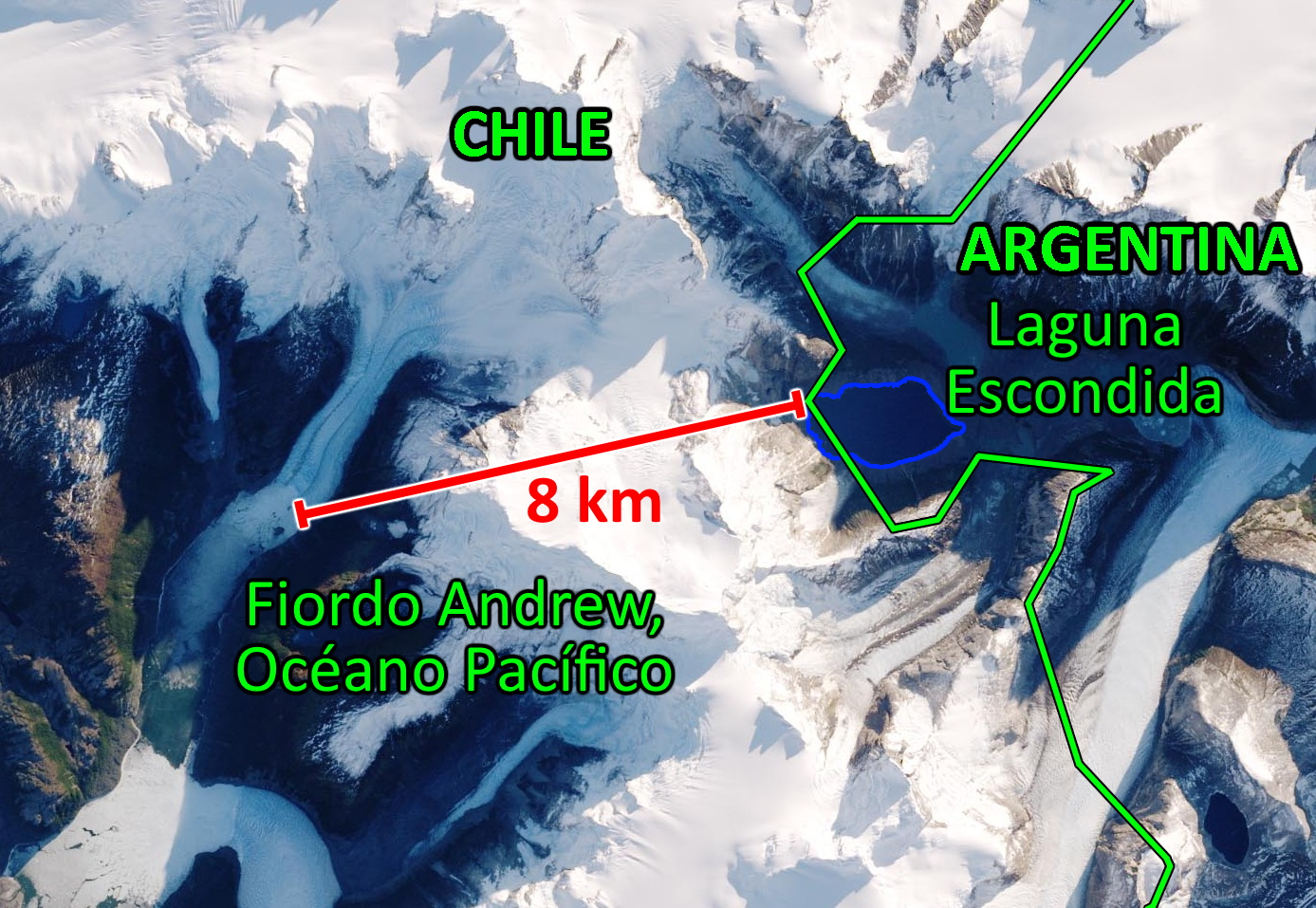
Das Gebiet der Laguna Escondida ist ein Punkt, an dem die Grenze so verlaufen würde, dass Argentinien etwa 8 Kilometer vom Pazifik entfernt ist.

Am 16. Dezember 1998 wurde das Abkommen zur Festlegung des Grenzverlaufs vom Berg Fitz Roy zum Berg Daudet unterzeichnet, um die vorgeschlagene polygonale Linie zu ersetzen. Das Abkommen hält an den Bestimmungen des Vertrags von 1881 fest, d. h. an den hohen Gipfeln, die die Gewässer teilen, und respektiert die kontinentale Wasserscheide, außer in einigen Sektoren, in denen gerade Linien gezogen werden. Außerdem wird der Zugang Chiles zum Berg Fitz Roy und Argentiniens zum Berg Stokes beibehalten.
Das von dem Abkommen erfasste Gebiet ist in zwei Sektoren unterteilt:
- Abschnitt A: vom Murallón-Berg bis zum Daudet-Berg. Die Grenzlinie wird wie folgt festgelegt: Ausgehend vom Murallón-Hügel folgt die Linie der Wasserscheide, die durch Torino Ost, Bertrand-Agassiz Nord (Roma), Agassiz Süd (Oasis), Bolados, Onelli Zentral, Spegazzini Nord und Spegazzini Süd verläuft. Dann setzt sich die Linie in geraden Abschnitten fort, die nacheinander die mit den Buchstaben A, B, C, D, E, F, F, G, H, I und J gekennzeichneten Punkte verbinden. Zwischen J und K folgt sie der Wasserscheide, dann durch gerade Linien, die die Punkte L und M verbinden. Dann erreicht sie durch eine gerade Linie den Punkt O und durch eine andere gerade Linie den Teniente Feilberg, setzt sich entlang der Wasserscheide bis zum Punkt P fort, von wo aus sie durch gerade Linienabschnitte den Punkt Q, den Stokes-Hügel, die Punkte R, S, T und den Daudet-Hügel erreicht, wo sie ihre Route beendet.[31]
- Abschnitt B: vom Gipfel des Monte Fitz Roy zum Cerro Murallón. Vom Gipfel des Mount Fitz Roy führt die Strecke entlang der Wasserscheide bis zu einem Punkt mit den Koordinaten X=49°16′37″S Y=73°2′24″W (Punkt A) hinunter. Von dort aus verläuft sie in gerader Linie bis zu einem Punkt mit den Koordinaten X=49°17′02″S Y=73°05′12″W (Punkt B). Dann folgt die Linie dem Breitengrad des Geländes im Westen und wird in Übereinstimmung mit dem Protokoll über die Ersetzung und Anbringung von Grenzsteinen an der chilenisch-argentinischen Grenze vom 16. April 1941 und dem Arbeitsplan und den allgemeinen Bestimmungen der Gemeinsamen Grenzkommission Chile-Argentinien gezogen.

In dem Gebiet, das zwischen den Breitengraden 49º10'00" und 49º47'30" und den Längengraden 73º38'00" und 72º59'00" liegt, muss die Gemeinsame Grenzkommission Chile-Argentinien eine Karte im Maßstab 1:50.000 erstellen, um die Grenze abzugrenzen; in diesem Sektor wird das Spezifische Zusatzprotokoll über gemeinsame Wasserressourcen vom 2. August 1991 nicht angewendet. Dieser Sektor entspricht einem rechteckigen Gebiet, das sich von einigen Kilometern nördlich des Gipfels des Monte Fitz Roy bis zum Monte Murallón erstreckt, in dem es ein Gebiet ohne Grenzziehung gibt. Innerhalb dieses Gebiets wurde jedoch im Abkommen selbst die Grenze vom Fitz Roy bis einige Kilometer südwestlich (Punkt B) und vom selben Berg nach Norden durch den Schiedsspruch Laguna del Desierto 1994 festgelegt.
Es wurde vereinbart, dass alle Gewässer, die in den Fluss Santa Cruz fließen und aus ihm abfließen, für alle Zwecke als Wasserressourcen der Republik Argentinien betrachtet werden. Ebenso werden die Gewässer, die in die ozeanischen Fjorde fließen, für alle Zwecke als Wasserressourcen der Republik Chile betrachtet, wobei sich jede Partei verpflichtet, die exklusiven Wasserressourcen der anderen Partei in Bezug auf Menge und Qualität nicht zu verändern.
María Teresa Infante Caffi und José Miguel Insulza gehörten zu den wichtigsten Befürwortern des Abkommens in Chile.

## Schwebende Grenzziehung
Im Februar 2006 trat Ricardo Lagos erschien auf einem Foto mit dem Chef der Luftwaffe, General Osvaldo Sarabia, im unbestimmten Grenzgebiet, was zu einer Kontroverse mit Argentinien führte.
Im Jahr 2006 gab das argentinische Instituto Geográfico Militar (IGM) (heute Instituto Geográfico Nacional) eine Karte heraus, die keinen Hinweis auf die undefinierte Grenze enthielt, sondern die argentinischen Ansprüche als offiziellen Grenzverlauf zeigte. Nach chilenischen diplomatischen Protesten zog die argentinische Regierung die Karte vorübergehend zurück und forderte Chile auf, die „Demarkation“ der internationalen Grenze gemäß dem Abkommen von 1998 zu beschleunigen.
Die Gemeinsame Grenzkommission, die gemäß dem Abkommen mit der Durchführung der geografischen Studien und der Erstellung der Karte im Maßstab 1:50 000 betraut wurde, eine wesentliche Voraussetzung für die Durchführung der Demarkation vor Ort, war am 30. August desselben Jahres noch nicht gebildet worden. An diesem Tag gaben die Kanzleien beider Länder Kommuniqués heraus, wobei das Kommuniqué der argentinischen Staatskanzlei feststellte, dass:

„Im Hinblick auf die in einer heute vom chilenischen Außenministerium herausgegebenen Pressemitteilung zum „Abkommen zwischen der Republik Argentinien und der Republik Chile zur Festlegung des Grenzverlaufs vom Berg Fitz Roy zum Berg Daudet“ vom 16. Dezember 1998 getroffenen Feststellungen nimmt das argentinische Außenministerium das Interesse Chiles an der Einhaltung des oben genannten Abkommens zur Kenntnis und erinnert an die von der argentinischen Grenzkommission mit Schreiben vom 16. Februar 2006 an ihre chilenische Amtskollegin gerichtete Aufforderung, die Einhaltung des Abkommens zu fordern. Das argentinische Außenministerium nimmt das Interesse Chiles an der Einhaltung des oben genannten Abkommens zur Kenntnis und erinnert an die von der argentinischen Grenzkommission mit Schreiben vom 27. Februar 2006 an ihre chilenische Amtskollegin gerichtete Aufforderung, die Grenze festzulegen, deren Verlauf in diesem Dokument vollständig festgelegt ist.  
 Da bis heute keine Antwort Chiles auf die oben genannte Einladung eingegangen ist, hat das argentinische Außenministerium die Internationale Grenzkommission beauftragt, ihrem Amtskollegen erneut die Notwendigkeit zu unterstreichen, mit den Demarkierungsarbeiten so bald wie möglich zu beginnen, und die Umsetzung der ersten zu diesem Zweck notwendigen Maßnahmen vorzuschlagen.“

Zum Austausch von Kommuniqués kam es aufgrund der Beschwerde der chilenischen Regierung aufgrund der Nichtverwendung des Rechtecks der nicht definierten Grenzregion auf Karten des argentinischen Tourismus-Sekretariats. Am 24. August 2006 erklärte der argentinische Unterstaatssekretär für Tourismus, dass die auf der Website des Tourismussekretariats verwendeten Karten offiziell seien, da sie vom Militärgeographischen Institut Argentiniens genehmigt wurden (und bis heute verwendet werden).
Im Jahr 2006 trafen sich die Präsidenten Michelle Bachelet und Néstor Kirchner zu einem Gespräch über die kartographische Kontroverse. Kirchner diente von 1991 bis 2003 als Gouverneur der Provinz Santa Cruz.
In den in Argentinien veröffentlichten Karten wird die Region bis heute ohne das weiße Rechteck dargestellt, wie auf einer Karte von Santa Cruz auf der Website einer offiziellen argentinischen Agentur zu sehen ist. Während in den offiziellen chilenischen Karten und den meisten touristischen Karten das Rechteck gezeigt wird und klargestellt wird, dass die Grenze nicht gemäß dem Vertrag von 1998 definiert ist.
Zeitungsberichten zufolge begannen am 8. Januar 2008 tägliche Flüge mit Hubschraubern der argentinischen Armee, die in El Chaltén stationiert sind, mit Personal des Nationalen Geographischen Instituts, um die geographischen Vermessungen durchzuführen, die für die Erstellung der im Abkommen vorgeschriebenen Karte erforderlich sind. Berichte deuten darauf hin, dass chilenisches Personal als Aufseher fungierte, während die chilenische Armee ähnliche Aufgaben in anderen Bereichen übernahm. Techniker beider Länder arbeiteten an der Festlegung der Grenze.
Im Jahr 2006 und 2010 drängte das argentinische Außenministerium darauf, den Streit zu lösen.
Im Jahr 2018 hat Argentinien ein nationales Eisinventar erstellt, in dem einige umstrittene Gletscher enthalten sind.
Vom 20. September bis zum 4. Oktober desselben Jahres rückte die argentinische Armee in das Gebiet ein, das zur Definition ansteht.
Dies sorgte vor allem in Chile für Kontroversen, wo der Bürgermeister von Villa O’Higgins die Tatsache als „Provokation“ anprangerte und die chilenische Zentralregierung aufforderte, die Souveränität in der Zone zu stärken.
Nachdem die argentinische Regierung ihr Inventar der Gletscher einschließlich des nicht definierten Gebiets veröffentlicht hatte, teilte das chilenische Außenministerium mit, dass bereits eine Klageschrift versandt wurde, in der das argentinische Inventar bestritten wurde.
Im Jahr 2021 genehmigte der chilenische Präsident Sebastián Piñera, dass die Karte SHOA Nr. 8 das Rechteck in der nicht definierten Zone nicht mehr zeigt und den von Chile beanspruchten Festlandsockel in der See der Südzone darstellt. Bis vor dem Erlass und auch danach zeigen chilenische Karten auf offiziellen chilenischen Karten und auch auf touristischen Karten ein Rechteck, das verdeutlicht, dass die Grenze gemäß dem Abkommen von 1998 nicht definiert wurde. In der Karte des Dekrets von Piñera vom 23. August desselben Jahres war sie nicht als solche dargestellt, und es wurde die Kartographie vor 1998 verwendet. Beide Länder sind der Ansicht, dass sie etwa tausend Kilometer mehr Eis haben als der jeweils andere, was sich in der kartografischen Differenz widerspiegelt.
Im selben Jahr kam es zu einer Kontroverse, da CONAF (aus Chile) eine Kuppel im Circo de los Altares installierte, deren südlicher Teil von beiden Ländern beansprucht wird.
Mit Stand von 2025 steht die neue Grenzdefinition zwischen der Linie in der Nähe des Mount Fitz Roy und Murallón noch aus.